# جيه. كامبل
جيه. كامبل (بالإنجليزية: J. Kenneth Campbell)‏ هو ممثل أمريكي، ولد في 22 يوليو 1947 في الولايات المتحدة.

## أعمال

### أفلام
- (1980) التغيير
- (1993) ديدفل
- (1996) هجوم المريخ![1]
- (1998) بول وورث[2]
- (1999) بلو ستريك[3]
- (2001) تومكاتس[4]
- (2002) الأضرار الجانبية[5]
- (2005) خمن من[6]

### مسلسلات
- آلي مكبيل
- جوال تكساس ووكر

## وصلات خارجية
- جيه. كامبل على موقع IMDb (الإنجليزية)
- جيه. كامبل على موقع ألو سيني (الفرنسية)
- جيه. كامبل على موقع أول موفي (الإنجليزية)
- جيه. كامبل على موقع قاعدة بيانات برودواي على الإنترنت (الإنجليزية)
- جيه. كامبل على موقع قاعدة بيانات الأفلام السويدية (السويدية)
- جيه. كامبل على موقع قاعدة بيانات الفيلم (الإنجليزية)
- جيه. كامبل على موقع كينوبويسك (الروسية)